# Касиновский сельсовет
Касино́вский сельсове́т» — сельское поселение в Щигровском районе Курской области. 
Административный центр — деревня Касиновка.

## География
Деревня Ачкасово и село Малый Змеинец находятся на одном из притоков Косоржи.

## История
Касиновский сельсовет существовал на территории Щигровского района после Великой Отечественной войны. В июне 1954 года Касиновский сельсовет был упразднён, а населённые пункты, входившие в него, были переданы в состав Косоржанского сельсовета.
Касиновский сельсовет был вновь образован в ноябре 1990 года из четырёх населённых пунктов Косоржанского сельсовета.
Касиновский сельсовет получил статус сельского поселения в соответствии с законом Курской области №48-ЗКО «О муниципальных образованиях Курской области» от 14 октября 2004 года. 

## Население
| 2002 | 2010 | 2012 | 2013 | 2014 | 2015 | 2016 |
| ---- | ---- | ---- | ---- | ---- | ---- | ---- |
| 354  | ↘243 | ↘238 | ↘225 | ↘218 | ↘206 | ↘202 |
| 2017 | 2018 | 2019 | 2020 | 2021 |      |      |
| ↗207 | ↘197 | ↘190 | ↘186 | ↘126 |      |      |

## Состав сельского поселения
| № | Населённый пункт | Тип населённого пункта          | Население |
| - | ---------------- | ------------------------------- | --------- |
| 1 | Ачкасово         | деревня                         | ↘1        |
| 2 | Касиновка        | деревня, административный центр | ↘168      |
| 3 | Кашарка          | деревня                         | ↘3        |
| 4 | Малый Змеинец    | село                            | ↘71       |

## Транспорт
Касиновский сельсовет связан автомобильными дорогами с твёрдым покрытием с родом Щигры, а также с Большезмеинским и Косоржанским сельсоветами. Осуществляется пригородное автобусное сообщение с городом Щигры.
Рядом с деревней Кашарка находится остановочная платформа Теребуж железнодорожной ветки Охочевка — Колпны. Территориально платформа относится к Знаменскому сельсовету Щигровского района.